# Space Delta 7
Lo Space Delta 7 è un'unità di operazioni spaziali della United States Space Force, inquadrata nello United States Space Command. Il suo quartier generale è situato presso la Peterson Space Force Base, in Colorado.

## Missione
Il delta fornisce dati di intelligence per facilitare l'identificazione e caratterizzazione delle capacità spaziali delle forze opponenti. Il 24 luglio 2020 ha ereditato le attività del 544th Intelligence, Surveillance and Reconnaissance Group del 70th Intelligence, Surveillance and Reconnaissance Wing dell'USAF.

## Organizzazione
Attualmente, al 2024, esso controlla:
- 71st Intelligence, Surveillance and Reconnaissance Squadron
- 72nd Intelligence, Surveillance and Reconnaissance Squadron
- 73rd Intelligence, Surveillance and Reconnaissance Squadron - Wright-Patterson Air Force Base, Ohio
- 74th Intelligence, Surveillance and Reconnaissance Squadron - Schriever Space Force Base, Colorado
- 75th Intelligence, Surveillance and Reconnaissance Squadron
- 76th Intelligence, Surveillance and Reconnaissance Squadron